# Cortez the Killer
«Cortez the Killer» es una canción del músico canadiense Neil Young, publicada en el álbum de estudio Zuma (1975). Grabada con el respaldo del grupo Crazy Horse, la canción figura en el puesto 39 de la lista de los 100 mejores solos de guitarra según la revista Guitar World y en el puesto 321 de la lista de los 500 mejores temas de todos los tiempos según la revista Rolling Stone.
Young ha comentado en varios conciertos que compuso «Cortez the Killer» cuando estudiaba historia en la escuela de Winnipeg. Según las notas escritas del recopilatorio Decade, la canción fue prohibida en España durante la dictadura franquista. No obstante, Zuma se publicó íntegramente; simplemente se decidió cambiar el nombre de la canción por «Cortez Cortez».

## Letra
«Cortez the Killer» describe a Hernán Cortés, conquistador español del antiguo imperio Azteca en el siglo XVI y también hace referencia al gobernante azteca Moctezuma II, así como a eventos bélicos que ocurrieron durante la conquista del Nuevo Mundo. En lugar de describir la batalla de Cortés con los aztecas, la letra en la última estrofa cambia radicalmente de la tercera a la primera persona, con una referencia a una mujer anónima: «And I know she's living there / And she loves me to this day / I still can't remember when / or how I lost my way». La letra sugiere la historia de un amor perdido y aporta un aspecto personal a una narrativa histórica, sugiriendo una conexión entre relaciones rotas y la invasión imperial. Durante la época, Young había sufrido la ruptura con su primera mujer, Carrie Snodgress.
La tercera estrofa también puede ser una referencia a La Malinche o al Templo Mayor, el principal templo azteca. El templo fue descubierto en 1978, después de estar enterrado en Ciudad de México durante casi 500 años y tres años después de la publicación de Zuma.
En la biografía Shakey de Jimmy McDonough, el autor preguntó a Neil si sus canciones eran autobiográficas, a lo que el músico respondió: «¿Qué coño hago yo escribiendo sobre los aztecas en "Cortez the Killer" como si hubiera estado allí, vagando por ahí? Porque yo solo leí unos pocos libros».